# Petrus Sandberg
Petrus Edmund Sandberg, född 3 september 1872 i Vännäs församling i Västerbottens län, död 5 februari 1954 i Bromma kyrkobokföringsdistrikt i Stockholm, var evangelist i Svenska Missionsförbundet 1913–1937.
Petrus Sandberg anställdes 1913 som SMF:s förste riksevangelist. Som resande förkunnare hade han kampanjer runt om i Sverige som fick till följd att missionsförsamlingarna växte då allt fler anslöt sig till verksamheten.
Han var från 1905 gift med Gertrud Alfrida Englund (1883–1954). De är begravda på Skogskyrkogården i Stockholm.